# Bumble Bees
Bumble Bees è un singolo del gruppo musicale bubblegum pop Aqua, pubblicato il 9 agosto 2000 dall'etichetta discografica Universal.
La canzone è stata scritta e prodotta da Søren Rasted e Claus Norreen ed è stata estratta come terzo singolo dal secondo album del gruppo, Aquarius solo in alcuni paesi.
Ha ottenuto un successo moderato in Belgio e in Svezia.

## Tracce
CD-Single (Universal 158 238-2 (UMG)
1. Bumble Bees (Radio Edit) – 3:52
2. Bumble Bees (K-Klass Klassic Radio Edit) – 3:50

## Classifiche
| Classifiche (2000) | Posizione massima |
| ------------------ | ----------------- |
| Belgio (Fiandre)   | 63                |
| Belgio (Vallonia)  | 60                |
| Germania           | 96                |
| Italia             | 49                |
| Svezia             | 34                |